# Список глав государств в 145 году
Список глав государств в 144 году — 144 год — Список глав государств в 146 году — Список глав государств по годам

## Африка
- Мероитское царство (Куш) — Адекетали, царь (137 — 146)

## Азия
- Армения Великая — Сохэмос, царь (144 — 161, 164 — 186)
- Западные Кшатрапы — Рудрадаман I, махакшатрап (130 — 150)
- Иберия — Фарсман III, царь (135 — 185)
- Китай (Династия Восточная Хань): 
  - Чун-ди (Лю Бин), император (144 — 145)
  - Чжи-ди (Лю Цзуань), император (145 — 146)
  - Вдовствующая императрица Лян, регент (144 — 150)
- Корея (Период Трех государств):
  - Когурё — Тхэджохо, тхэван (53 — 146)
  - Пэкче — Кэру, король (128 — 166)
  - Силла — Ильсон, исагым (134 — 154)
- Кушанское царство — Канишка I, великий император  (127 — 147)
- Осроена — Ману VIII, царь (139 — 163, 165 — 167)
- Парфия:
  - Митридат IV, шах (129 — 147)
  - Вологез II, шах (105 — 147)
- Сатавахана — Шри Пулумави Васиштхипутра, махараджа  (136 — 164)
- Хунну — Доулоучу, шаньюй (143 — 147)
- Япония — Сэйму, тэнно (император) (131 — 191)

## Европа
- Боспорское царство — Реметалк, царь  (132 — 154)
- Ирландия — Конн Сто Битв, верховный король (122 — 157)
- Римская империя:
  - Антонин Пий, римский император (138 — 161)
  - Адриан, консул (145)
  - Марк Аврелий Цезарь, консул (145)

## Галерея

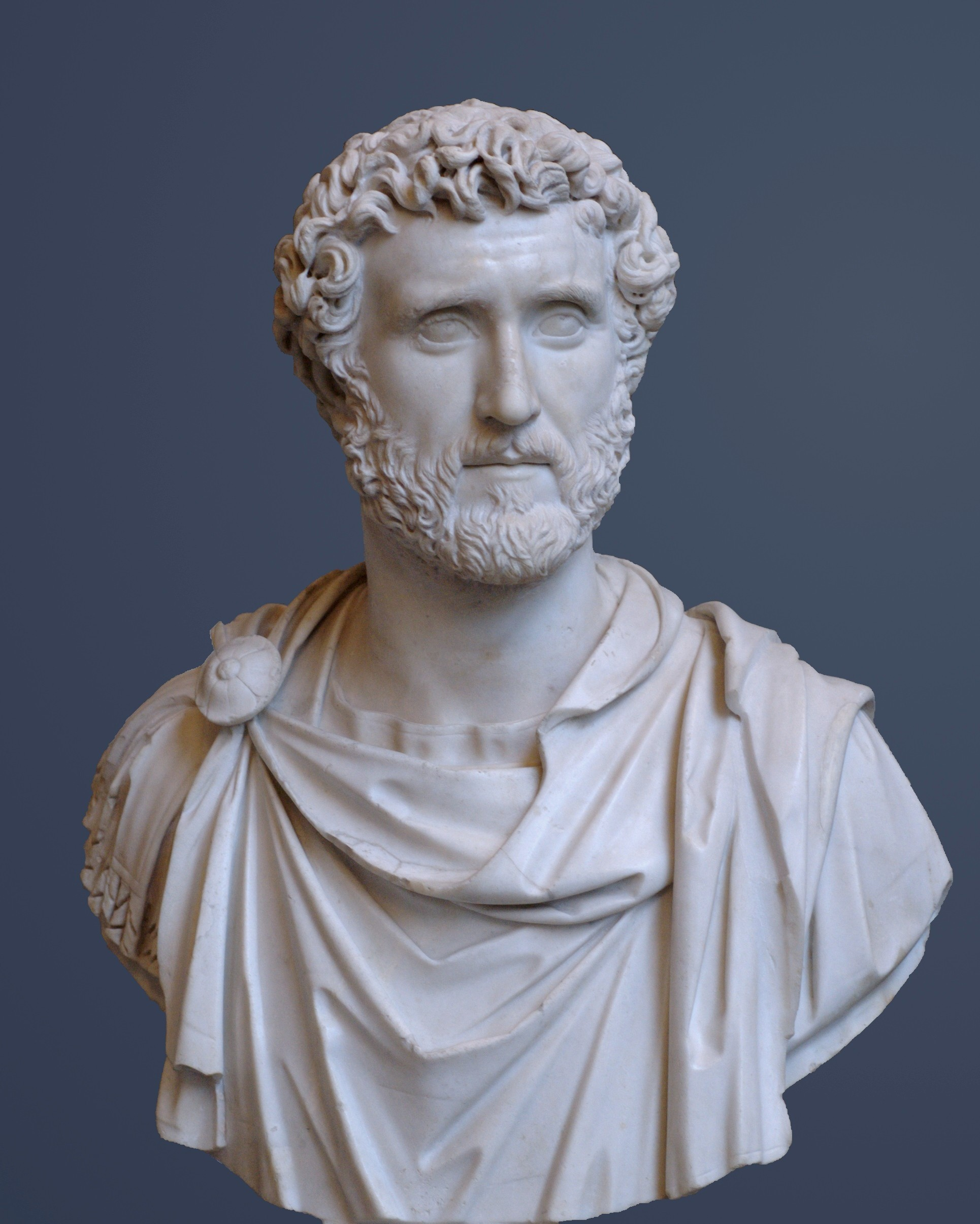
Антонин Пий 138—161 Император Римской империи
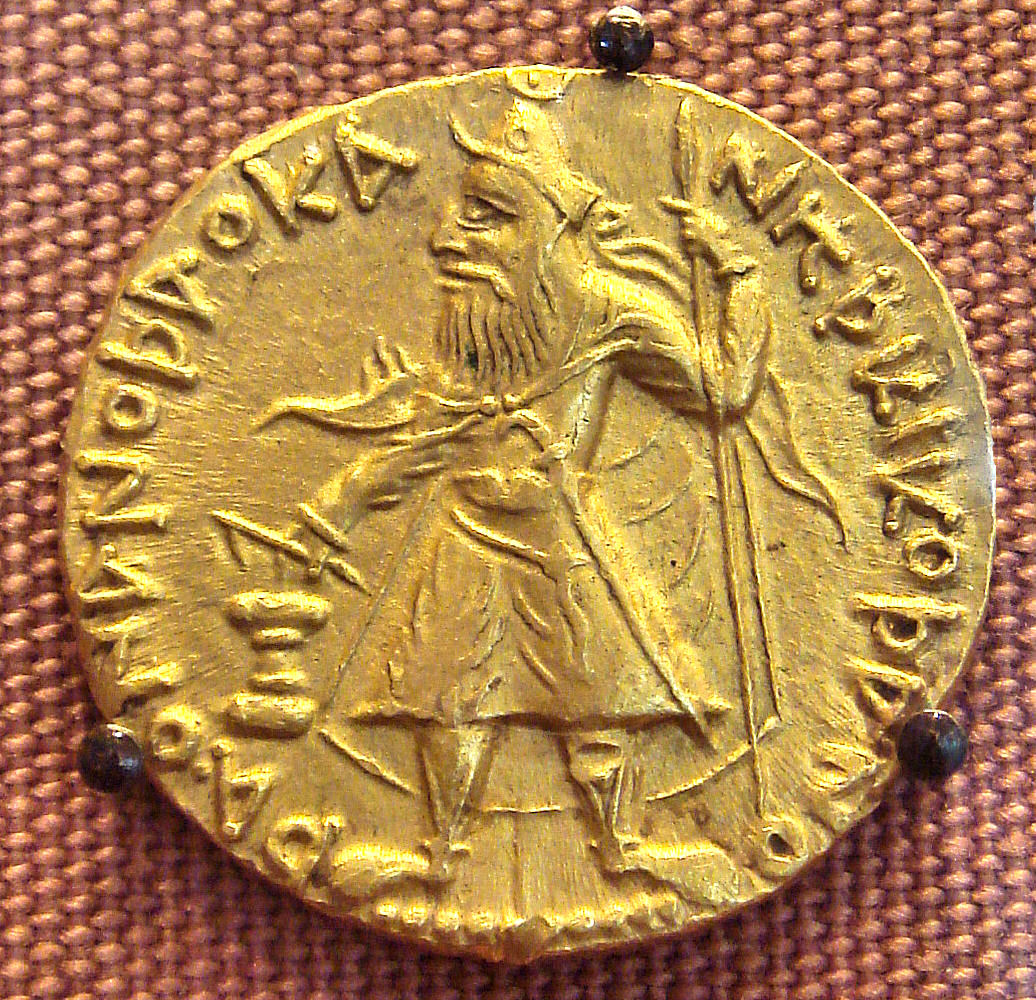
Канишка I 127—147 Царь (Великий император) Кушанского царства
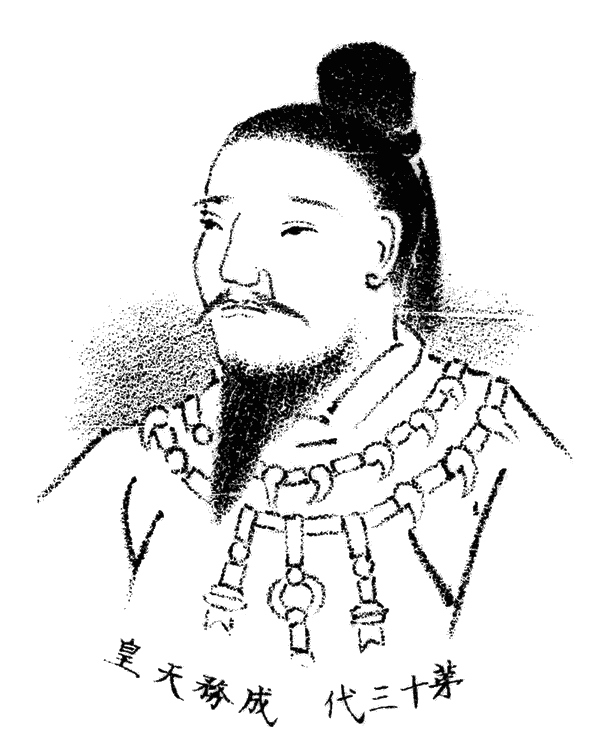
Сэйму 131—191 Император Японии